# Piper PA-14
Die Piper PA-14 Family Cruiser ist ein einmotoriges, viersitziges Leichtflugzeug des US-amerikanischen Flugzeugherstellers Piper Aircraft Corporation.

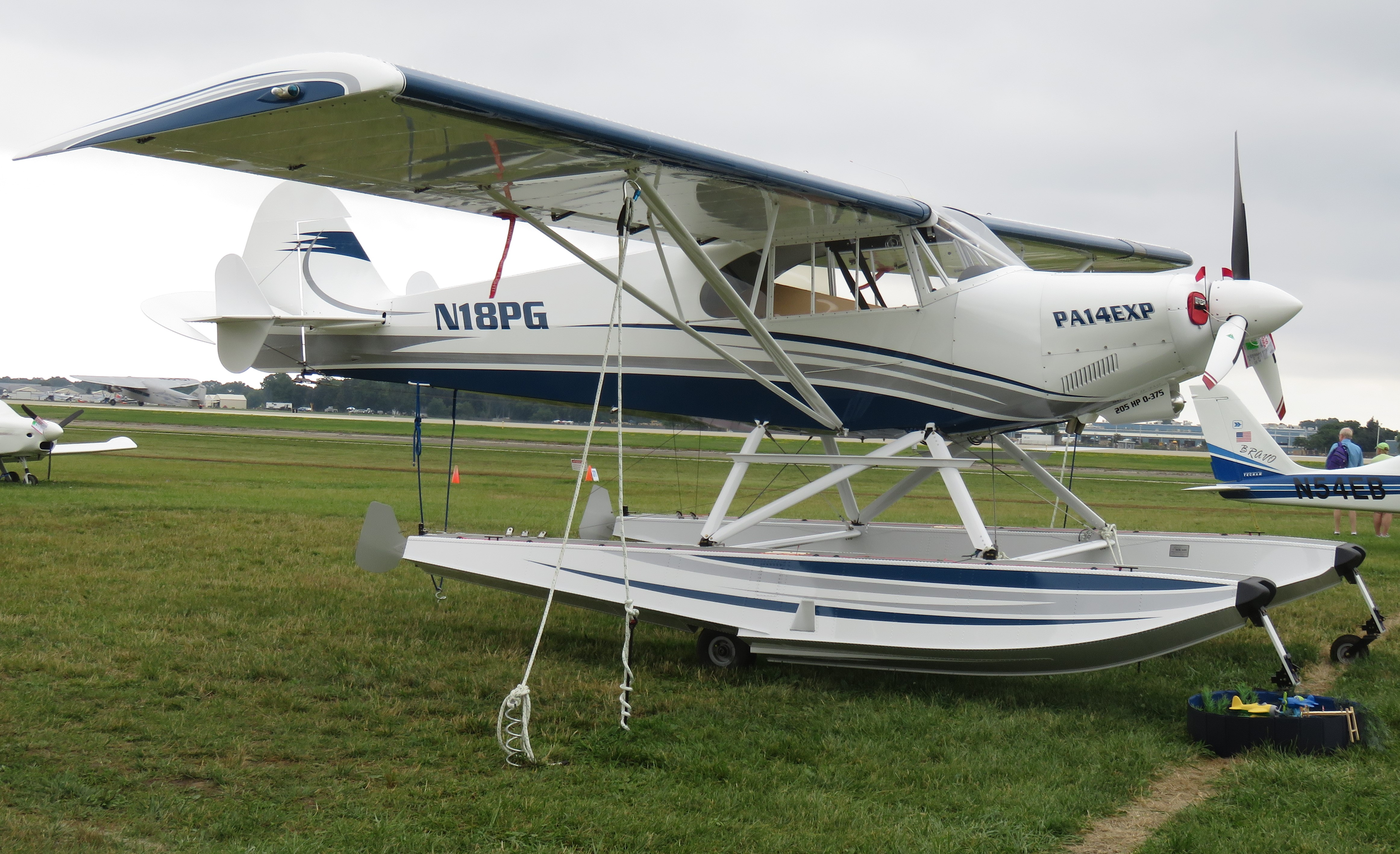
PA-14, umgebaut zum Wasserflugzeug

## Geschichte
Zwischen 1946 und März 1948 baute Piper Aircraft das dreisitzige Reiseflugzeug PA-12 Super Cruiser. 1947 wurde die Konstruktion durch die Verbreiterung der Kabine um rund dreizehn Zentimeter auf Höhe des Armaturenbretts zu einem Viersitzer erweitert. Flug- und Fahrwerk blieben unverändert. Der Prototyp der PA-14 absolvierte seinen Jungfernflug am 21. März 1947. Am 6. Februar 1948 wurde ein zweites Exemplar fertiggestellt und im weiteren Verlauf des Jahres begann die Auslieferung an die Kunden.

## Konstruktion
Die Piper PA-14 ist ein einmotoriger, viersitziger Schulterdecker mit starrem Spornradfahrwerk. Im Gegensatz zur PA-12 verfügt sie über Spaltklappen. Sie wird von einem luftgekühlten Lycoming O-235-C1 mit vier Zylindern und einer Nennleistung von 115 PS (85 kW) angetrieben. Mit einem MTOW von 839 Kilogramm erreicht sie eine Maximalgeschwindigkeit von 107 kn (198 km/h).

## Produktion
Von der PA-14 wurden 238 Einheiten gebaut, von denen die meisten an Privateigentümer in den Vereinigten Staaten verkauft wurden. Einige wurden jedoch auch nach Europa exportiert. Das Flugzeug wurde auf den Markt gebracht während Piper ernsthafte finanzielle Schwierigkeiten hatte und kurz nach der Einführung der PA-14 sogar Insolvenz anmelden musste, von der sich das Unternehmen aber letztendlich erholen konnte.

## Zwischenfälle
- Am 27. August 2005 stürzte eine PA-14 mit zwei Personen an Bord bei einem Flug über die Rocky Mountains bei Challis (Idaho) ab und brannte aus. Beide Insassen wurden getötet.[3]
- Am 20. März 1993 flog ein 64-jähriger Pilot mit seiner PA-14 aufgrund schlechten Wetters im Steigflug gegen einen Berg und starb beim Aufprall.[4]
- Aufgrund eines Wartungsfehlers stürzte eine PA-14 am 10. September 1983 beim Landeanflug auf den Flughafen von Trenton (Missouri) ab. Dabei wurde der Pilot getötet.[5]
- Am 23. Juni 1982 berührte eine zum Wasserflugzeug umgebaute PA-14 während des Starts vom Neil Lake bei Talkeetna (Alaska) die Spitzen einiger Bäume und stürzte daraufhin ab. Ein Passagier kam dabei ums Leben und einer wurde schwer verletzt. Der Pilot und ein dritter Passagier erlitten leichte Verletzungen.[6]

## Technische Daten
| Kenngröße             | Daten                 |
| --------------------- | --------------------- |
| Besatzung             | 1                     |
| Passagiere            | 3                     |
| Länge                 | 23,17 ft (7,06 m)     |
| Spannweite            | 35,5 ft (10,82 m)     |
| Höhe                  | 6,45 ft (1,97 m)      |
| Flügelfläche          | 179,3 ft² (16,66 m²)  |
| Flügelstreckung       | 7,0                   |
| Leermasse             | 1.020 lb (463 kg)     |
| max. Startmasse       | 1.850 lb (839 kg)     |
| Reisegeschwindigkeit  | 96 kn (178 km/h)      |
| Höchstgeschwindigkeit | 107 kn (198 km/h)     |
| Reichweite            | 434 NM (804 km)       |
| Triebwerke            | 1 × Lycoming O-235-C1 |

## Erhaltene Exemplare
Im April 2011 waren in den Vereinigten Staaten noch 126 Exemplare registriert, von denen 81 in Alaska stationiert waren. 13 Einheiten waren in Kanada in Betrieb.